# Amechanites costatus
Amechanites costatus is een fossiele soort schietmot uit de familie Helicopsychidae.